# Alsónyék
Alsónyék község Tolna vármegyében, a Szekszárdi járásban.

## Fekvése
A Sárközben fekszik, Bátaszék közvetlen közelében, a város központjától 2 kilométerre északkeletre.

### Megközelítése
Közúton az 55-ös és az 56-os főútról is elérhető. Központján az 5115-ös út halad át, belterületének déli szélén az 5513-as út halad végig. Határszélét formálisan érinti még az 5603-as út is, bár annak korábbi itteni szakasza ma már az 55-ös főút részét képezi.
A hazai vasútvonalak közül a települést a MÁV 154-es számú Bátaszék–Kiskunhalas-vasútvonala érinti, melynek egy megállási pontja van itt; Alsónyék megállóhely a belterület déli széle közelében helyezkedik el, közúti elérését egy, az 5513-as útból kiágazó rövid önkormányzati út (Vasút utca) teszi lehetővé.

## Története
Pesty Frigyes helynévi gyűjtésében az áll, hogy Alsónyék „község legkorábban említtethetik a 14ik században, az azonban az egyházi Jegyzőkönyvekből bizonyos, hogy a Reformátio kezdetekór azonnal az ujjított vallásra térvén lakossága által, már a Mohácsi vészkor anya Egyház vólt, s mint filialistak Bátta és Mórágy is ide tartoztak. Telepítéskori népesítése honnan eszközöltetett a községnek okmányok hiányában meg nem mondható, ők az Árpáddal e' honban költözött törzs Magyarók sarjadékai. Későbbi időkben egyes családok mint például a most legvirágzóbb Zsíkó család Pest Megye Csanád községéből, a másik legvirágzóbb, vagyis a Császár Család szomszédos Bátta Mvárosából költözött ide s tette itt le, magát állandó lakásra."
Vályi András szerint "Magyar falu Tolna Várm. földes Ura a’ K. Kamara, lakosai külömbfélék, fekszenek Sár vize mellett, Bajtaszékkel általellenben, földgyeik jók, vagyonnyaik külömbfélék, el adásra alkalmatos módgyok van."
Egyed Antal kérdéseire 1829-ben adott válaszokban azt olvashatjuk Alsónyékről, hogy 301 évvel azelőtt települtek oda lakosai. Tehát 1528 lenne a falu alapításának éve. Nem tudni, honnan vette ezt az állítást a falu vezetése, de teljesen elutasítani sem lehet. A község 1788-ban megkezdett jegyzőkönyvében rövid falutörténetet találunk. 1535-ben szerepel a bátai apátság birtokait összeíró jegyzéken. Az 1550-s évek második felében Nyék Bátaszékkel és a többi sárközi községgel együtt Szigetvárhoz tartozott. 1558-ban ugyan még a cikádori apátság birtokaként írták össze Bátaszékkel együtt, ekkor búzatized után fizettek 300 forintot. 1557-ben Bátaszéken 88 adózót és 5 szegényt írtak be a defterbe, Nyéken 41 adózót és 5 szegényt. Mint a bátai apátsághoz tartozó birtok  a pozsonyi káptalan kezére került 40 házzal 1627-ben, amikor még Decs is csak 40 házból állt. A református vallást a nyékiek 1626-ban vették fel.

(defter =  a persa és török nyelvekben lajstromot, összeírási könyvet, bevétel és kiadásról szóló számadásokat jelent.)
A település lakói a törökök elől a Duna ingoványos, mocsaras területére menekültek. 
Az 1728-as összeírás szerint akkor 30 örökös jobbágy használta a területet, amely nem volt felosztva. Erdejük, gyümölcsösük nem volt, s kaszálójukat a víz rendszeresen elöntötte; halászatból éltek. 
A késő barokk stílusú református templomot 1792-ben építették. 
1993-ban a falu határában, a nyékipusztai bekötőúton történt a pörbölyi autóbusz-baleset, amelyben tizenketten haltak meg egy vonat és egy iskolabusz összeütközésének következtében.

## Közélete

### Polgármesterei
- 1990–1994: Bogár Dezső (FKgP)[4]
- 1994–1998: Bogár Dezső (független)[5]
- 1998–2002: Bogár Dezső (független)[6]
- 2002–2005: Mirk István (független)[7]
- 2006–2006: Dózsa-Pál Tibor (független)[8]
- 2006–2010: Dózsa-Pál Tibor (független)[9]
- 2010–2014: Dózsa-Pál Tibor (Fidesz-KDNP)[10]
- 2014–2019: Dózsa-Pál Tibor (Fidesz-KDNP)[11]
- 2019–2024: Molnár István János (független)[12]
- 2024– : Molnár István János (Fidesz-KDNP)[1]

A településen 2006. január 29-én időközi polgármester-választást tartottak, az előző polgármester lemondása miatt.

## Népesség
A település népességének alakulása:
| Lakosok száma | 755  | 760  | 760  | 689  | 670  | 655  | 652  |
|               | 2013 | 2014 | 2015 | 2021 | 2022 | 2023 | 2024 |

A 2011-es népszámlálás során a lakosok 72,7%-a magyarnak, 0,3% cigánynak, 0,4% horvátnak, 1,9% németnek, 0,3% románnak, 0,5% ukránnak mondta magát (26,4% nem nyilatkozott; a kettős identitások miatt a végösszeg nagyobb lehet 100%-nál). A vallási megoszlás a következő volt: római katolikus 34,3%, református 14,5%, evangélikus 0,3%, görögkatolikus 0,3%, felekezeten kívüli 19,3% (31,1% nem nyilatkozott).
2022-ben a lakosság 90,7%-a vallotta magát magyarnak, 1,8% cigánynak, 1,2% németnek, 0,1-0,1% szerbnek és szlováknak, 0,9% egyéb, nem hazai nemzetiségűnek (9% nem nyilatkozott; a kettős identitások miatt a végösszeg nagyobb lehet 100%-nál). Vallásuk szerint 32,7% volt római katolikus, 12,7% református, 0,7% evangélikus, 0,3% ortodox, 0,1% görög katolikus, 0,1% egyéb keresztény, 0,4% egyéb katolikus, 21,8% felekezeten kívüli (30,9% nem válaszolt).

## Nevezetességei
- Református templom (késő barokk stílusú, 18. század vége)
- Duna Menti Folklórfesztivál
- "Sárközi Lakodalom" a sárközi falvak között évenkénti rotációs rendszerben
- Hagyományőrző néptánccsoport

## Híres alsónyékiek
Alsónyéken született:
- K. Kovács János (1885-1970) mesemondó, énekes, a Népművészet Mestere
- Péter János (1910-1999) országgyűlési képviselő, külügyminiszter, a Tiszántúli református egyházkerület püspöke
- Verseghy Ferenc (1950-) fazekas népi iparművész, a Népművészet Ifjú Mestere
- Mellár Tamás (1954-) statisztikus, professzor, országgyűlési képviselő, a KSH elnöke

## Érdekességek
- A Templom utcát régen Öreg utcának nevezték. Móricz Zsigmond azonos című írásában lehet róla olvasni, amelyben az író a "sárközi egyke" témáját is érinti.
- Református lakói a török hódoltság idején a mocsarak közé menekültek. A hagyomány szerint az is előfordult, hogy a portyázó török csapatok magyar szóval próbálták kicsalogatni őket rejtekükből: "Kati, Panni, Sári, Mári, gyertek ki, elmentek már a tatárok!" Alsónyék lakói a veszély elmúltával visszatértek falujukba, de a régi Sárköz egyik legnagyobb mezővárosának, Kesztölcnek a nevét ma már csak a nyéki dűlőnevek őrzik. A vízrendezésnek köszönhetően  Nyék határának értéke is megnőtt, s jó minőségű szántóiból a szomszédos német falvak lakói is szívesen vásároltak.
- Az alsónyéki Falumúzeum a régi jegyzőlakásban kapott helyet. A faluban gyűjtött anyagot a szekszárdi Wosinsky Mór Megyei Múzeum saját tárgyaival kiegészítve kiállítássá formálta.
- Az egykori fő utca, a mai Templom utca helyén, a hajdani Duna menti mocsárvilágot szegélyező első magaslat szélén húzódott.
- Az 1792-ben épített barokk stílusú református templom mellett álló hatalmas, díszes házak a lecsapolás után meggazdagodott parasztpolgárság emlékét idézik.
- A Templom utca déli végén van Steig Ágnes és Jaszenovics Géza fazekasműhelye, amely egykor az egész Sárköz számára termelt, s ólommázas sárközi tányérok, tálak, bokályok készítésével ma is őrzi a szekszárdi Steig fazekasdinasztia hagyományait.

## Testvértelepülése
- Kézdiszentlélek, Románia